# Stephen Wiesner
Stephen J. Wiesner (1942 – Jerusalém, 12 de agosto de 2021) foi um físico estadunidense-israelense, conhecido por suas contribuições para a ciência da informação quântica.
Filho de Jerome Wiesner e sua mulher Laya, nascida Wainger. Wiesner estudou no Instituto de Tecnologia da Califórnia (Caltech) e depois na Universidade Brandeis e na Universidade Columbia, onde obteve um doutorado em 1972 com uma tese sobre física de partículas. Em 1993 foi para Israel e retirou-se da pesquisa acadêmica, mas permanecendo afiliado com a Quantum Foundations & Information Group na Universidade de Tel Aviv.
Recebeu em 2019 com Charles Bennett, Artur Ekert, Anton Zeilinger e Pan Jianwei o Prêmio Micius Quantum.

## Obras
- Conjugate Coding, SIGACT News, Volume 15, 1983, p. 78–88
- C. H. Bennett, S. Wiesner (1992). Communication via one- and two-particle operators on Einstein-Podolsky-Rosen states. Phys. Rev. Lett. 69. [S.l.: s.n.] 2881 páginas. doi:10.1103/PhysRevLett.69.2881
- Lior Goldenberg, Lev Vaidman, Stephen Wiesner (1999). Quantum Gambling. Phys. Rev. Lett. 82. [S.l.: s.n.] pp. 3356–3359. arXiv:quant-ph/9808001. doi:10.1103/PhysRevLett.82.3356